# 含山城墻

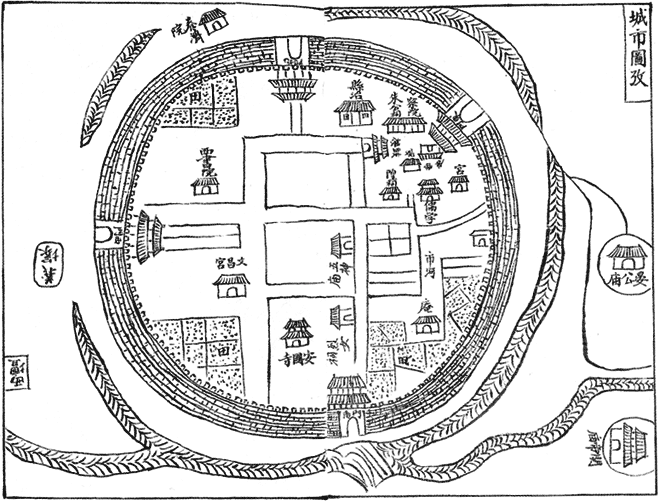
康熙廿三年含山縣城

含山城墻始建於明代，1558年改築磚城，高厚倍於正德間，至1940年拆毀。

## 歷史
- 明初含山知縣徐原顯，始創立城垣基址。
- 明正德七年(1512年)，知縣張文淵開始督建土城濠。城池周長三里許，城牆高一丈五尺，寬丈餘，建城門四座，門上有城樓，數月建成。初建時建有六門、東西各二，有小東門、小西門，後歸併東西門。四門有匾，東門爲「朝陽門」，西門爲「進賢門」，南門爲「南薰門」，北門爲「拱辰門」。
- 嘉靖三十七年(1558年)，葛麟始創修磚城，城池周長九百餘丈，高一丈八尺，厚一丈，垛一千八百餘，門樓四座，窩鋪四座。全城有9條「三條石」路面的街道，5條一米多寬的巷道。此後，順治四年(1647年)知縣朱長泰，康熙二年(1663年)知縣范禎相繼增修。至此，全城四至範圍：東起今環峰東路含城警務工作服務站，西至環峰西路原縣公安局，南抵觀音橋，北到環峰北路縣供電局，全城東西長約1000米，南北長約1000米，總面積約一平方公里。民國時期全城人口4000餘人。
- 太平天國期間清軍與太平軍頻繁拉鋸戰，致使城牆毀損十分嚴重；1937年抗日戰爭全面爆發後，含山屢遭日機狂轟濫炸，給含城造成了巨大的人員和財產損失。
- 民國二十九年(1940年)7月，縣政府爲戰時疏散人口，下令將含城城牆全部拆除。至此，歷時400多年的含城城牆蕩然無存。

## 重建
- 2022年末，復建小東門城樓及含山一中東側圍墻片段。